# Tennessee Titans
Die Tennessee Titans sind eine American-Football-Mannschaft der National Football League (NFL) aus Nashville im US-Bundesstaat Tennessee. Sie spielen in der zur American Football Conference (AFC) gehörenden Southern Division, gemeinsam mit den Houston Texans, den Indianapolis Colts und den Jacksonville Jaguars. Von der Gründung 1959 beziehungsweise dem ersten Ligabetrieb 1960 bis zum Auszug aus dem Reliant Astrodome 1996 hießen sie Houston Oilers, bis zum Umzug in das aktuelle Stadion, das Nissan Stadium, 1998 Tennessee Oilers.
Die Houston Oilers waren 1959 Gründungsmitglied der American Football League (AFL) und kamen mit der Fusion 1970 zur NFL. In den ersten beiden Jahren der AFL konnte die Mannschaft das Endspiel gewinnen, was bis dato ihre einzigen Erfolge im Sinne von gewonnenen Endspielen sind. Ihren ersten Super Bowl spielten sie 2000, verloren diesen jedoch gegen die St. Louis Rams.

## Teamgeschichte

### 1959 bis 1970 – Gründung und die Zeit in der AFL
Am 3. August 1959 bekam Bud Adams die sechste von acht Lizenzen für ein Team der American Football League zugesprochen. Er nannte das Team am 31. Oktober desselben Jahres aus „sentimentalen und sozialen Gründen“ Oilers. Am 11. Dezember 1960 konnten die Oilers den ersten ihrer bislang zwei Endspielerfolge erringen: Sie gewannen zunächst die AFL Eastern Division mit 31:23 gegen die Buffalo Bills und anschließend ihren ersten AFL-Titel mit 24:16 über die Los Angeles Chargers. Die zweite und zudem letzte AFL-Meisterschaft konnte das Team bereits ein Jahr später mit einem 10:3-Sieg über die neu beheimateten San Diego Chargers feiern.

### Die 1970er Jahre – Sportlicher Misserfolg und die Geburt eines Stars
Ab dem Jahr 1970 spielten die Oilers in der neu vereinten National Football League (NFL), genauer in der American Football Conference (AFC) in der Central Division. Sportlich konnte sich das Team kaum in Szene setzen. In den Jahren 1972 und 1973 erreichten die Oilers je nur einen Saisonsieg. Head Coach Bill Peterson wurde mit der Bilanz von 1-18 im Oktober 1973 entlassen und ist damit der erfolgloseste Trainer der Vereinsgeschichte.

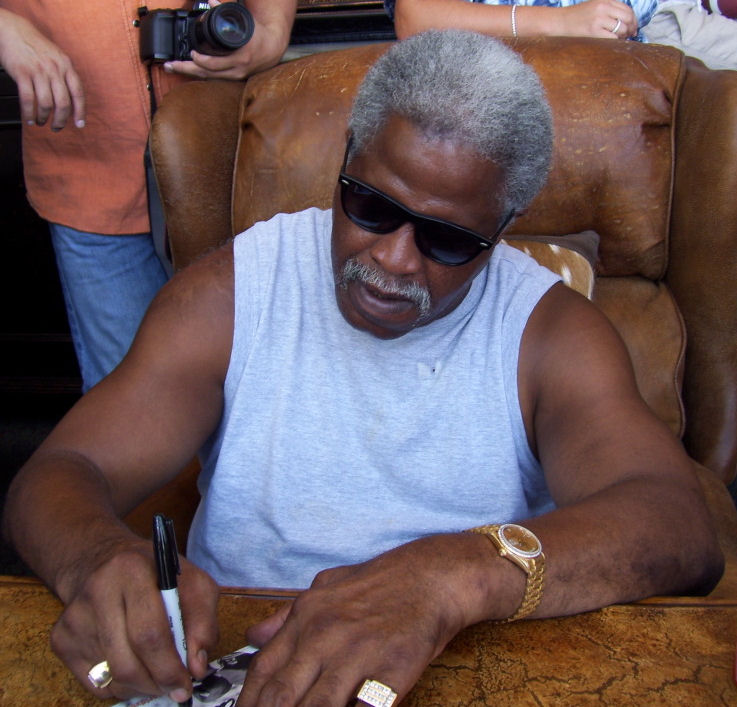
Earl Campbell schreibt Autogramme.

1978 draften die Oilers an erster Stelle den Runningback Earl Campbell, welcher in seiner ersten Saison zum NFL Offensive Rookie of the Year und zum Most Valuable Player (MVP) gewählt wurde. Die Oilers gewannen am 24. Dezember 1978 zum ersten Mal seit 17 Jahren wieder ein Play-off-Spiel und wurden erst im AFC Championship Game vom späteren Super-Bowl-Sieger Pittsburgh Steelers gestoppt.
Ein Jahr später verpassten die Oilers, ebenfalls nach einer Niederlage gegen die Pittsburgh Steelers, erneut nur knapp den Einzug in den Super Bowl.

### Die 1980er Jahre
Zwischen 1982 und 1983 spielte Archie Manning bei den Houston Oilers, welcher zuvor elf Jahre bei den New Orleans Saints agierte. Manning kam insgesamt aber nur zu zwei Spielen für die Oilers, ehe er den Verein wieder verließ. Ebenfalls 1982 kam der Offensive Lineman Mike Munchak zu den Oilers. Seine zwölf Spielzeiten in der NFL verbrachte der spätere Hall-of-Fame-Spieler ausschließlich bei den Oilers. Er blieb der Organisation auch später treu und arbeitete von 1994 bis 2010 als Offensive Line Coach und wurde 2011 zum neuen Head Coach ernannt.
Earl Campbell spielte noch bis 1984 für die Oilers, wurde dabei fünfmal in den Pro Bowl gewählt und stellte im Jahr 1980 mit 1.934 gelaufenen Yards eine Bestmarke in der NFL auf, nur knapp hinter O. J. Simpsons gelaufenem 2.003-Yards-Rekord aus dem Jahr 1973.

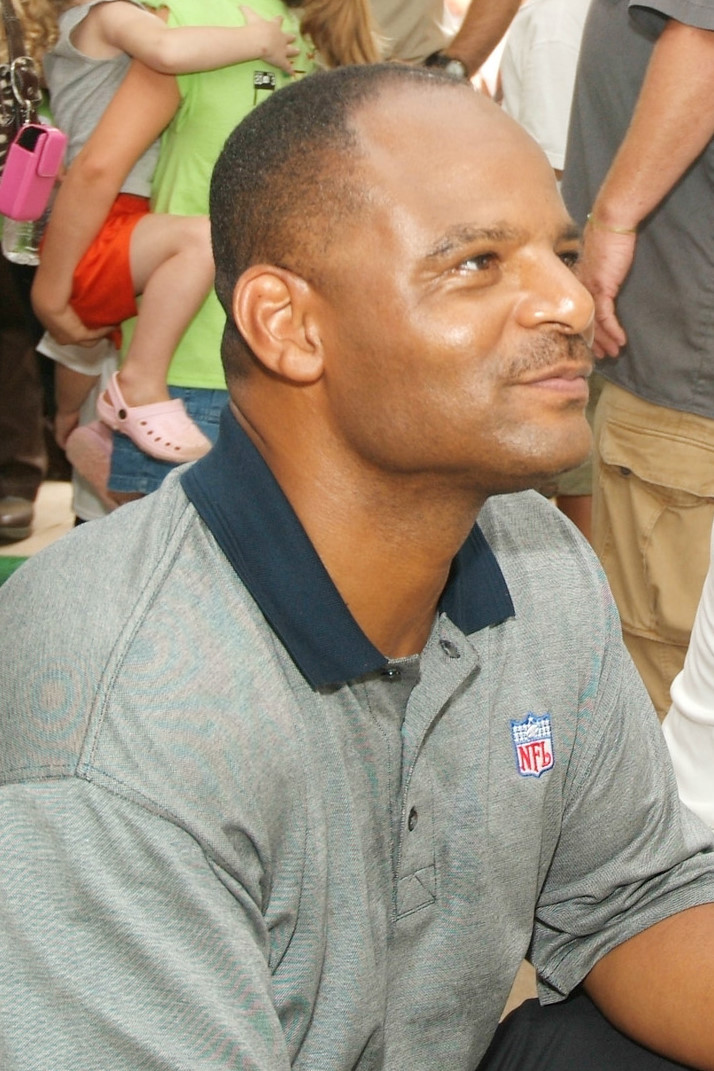
Warren Moon bei der Madden07 Release Party.

Im Jahr 1984 wechselte Campbell im Tausch gegen einen Erstrunden-Pick in der NFL Draft zu den New Orleans Saints. Im gleichen Jahr verpflichteten die Oilers den Quarterback Warren Moon, welcher aufgrund seiner schwarzen Hautfarbe nicht zu den „klassischen Quarterbacks“ zählte und zunächst in Kanada sein Geld verdiente. Die folgenden zehn Jahre führte Moon die Oilers als Spielmacher aufs Feld. In den Jahren 1987–1989 erreichten die Oilers dreimal die Play-offs scheiterten aber jeweils in den Divisional-Play-offs, 1989 sogar schon in der Wild-Card-Runde.

### Die 1990er Jahre – Eine Ära beginnt, aber ein Yard fehlt!
1990 konnte Warren Moon seine Klasse erneut unter Beweis stellen: Moon warf 4.689 Yards und 33 Touchdowns in nur 15 Saisonspielen. Dafür erhielt er die Auszeichnung NFL Offensive Player of the Year und seine dritte von insgesamt neun Pro Bowl Nominierungen. Gegen die Kansas City Chiefs warf Moon 527 Yards, eine Leistung, die bis heute (Dezember 2017) in der NFL Geschichte nur von Norm Van Brocklin (554 Yards im Jahr 1951) übertroffen wurde.
1993 trennten sich die Wege und Moon setzte seine Karriere bei den Minnesota Vikings fort. Er spielte noch bis in das Jahr 2000 in der NFL und schaffte in seiner Karriere die drittmeisten Yards durch Passspiel in der NFL. Nach seinem Karriereende wurde er von Brett Favre, Peyton Manning, Tom Brady und Drew Brees überholt, belegt Ende 2015 aber immer noch Platz 7 dieser Statistik. Zudem wurde Moon im Jahr 2006 als erster schwarzer Quarterback in die Pro Football Hall of Fame aufgenommen.
Sportlich konnten sich die Oilers auch in den Jahren 1990–1993 für die Play-offs qualifizieren. Somit konnte das Team siebenmal in Folge in die Play-offs einziehen, (die bis dahin längste Serie) ohne jedoch größere Erfolge zu feiern.
Im November 1994 trennten sich die Oilers nach einem 1-9-Start von Jack Pardee und ernannten den bisherigen Defensive Coordinator Jeff Fisher zum neuen Head Coach, welcher das Team 16 Jahre lang leiten sollte. Mit einem 24:10-Erfolg über die New York Jets feierte Fisher seinen ersten NFL Sieg mit den Oilers.

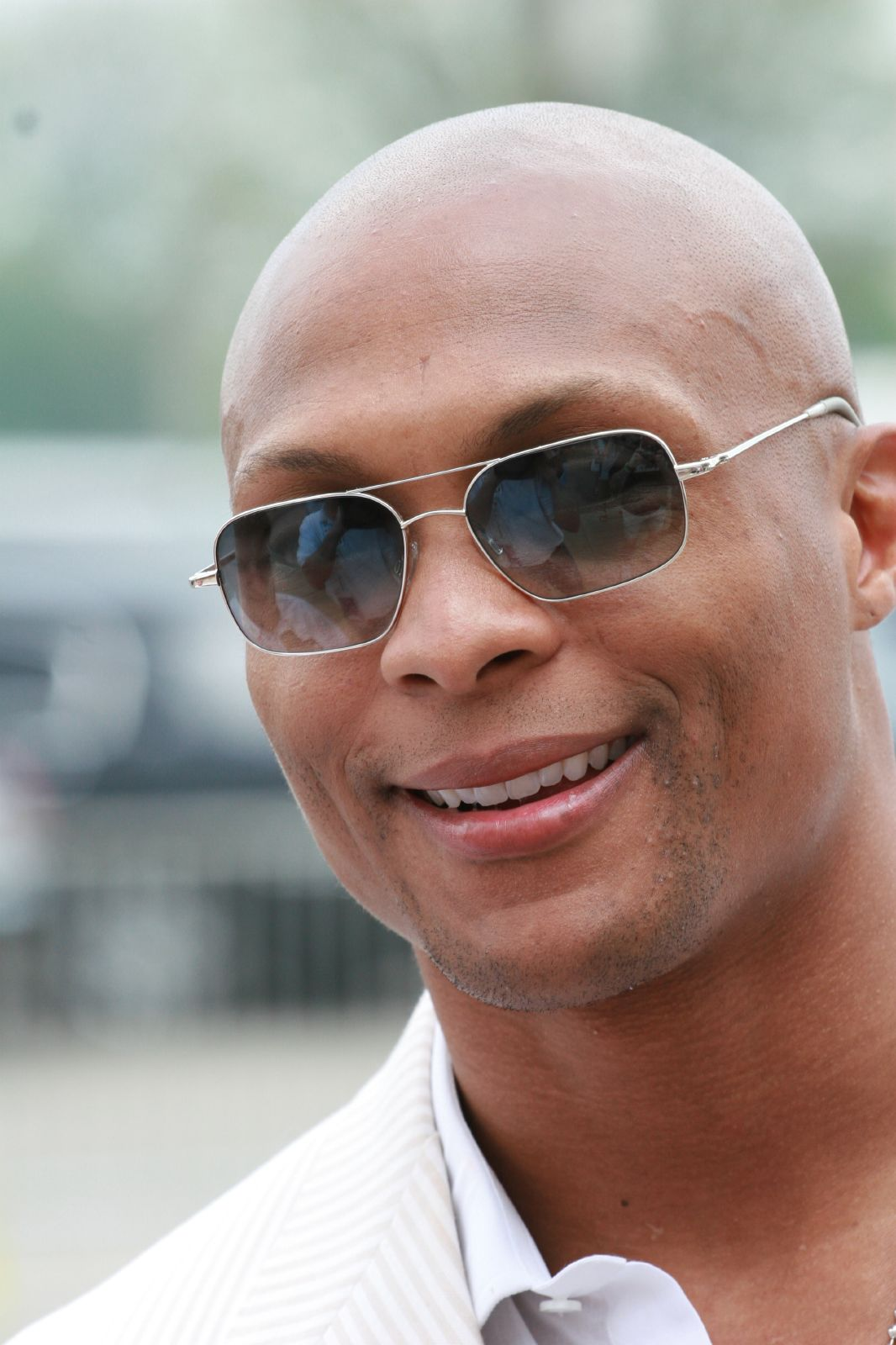
Eddie George

Am 22. April 1995 drafteten die Houston Oilers an dritter Stelle den Quarterback Steve McNair. Im folgenden Jahr kam Heisman-Trophy-Gewinner Eddie George im NFL Draft zum Team. Während sich die Mannschaft sportlich verstärkte und weiterentwickelte, rumorte es kräftig hinter den Kulissen. Besitzer Bud Adams wollte für sein Team ein neues Stadion. Bislang teilten sich die Oilers den Astrodome mit dem Baseball-Team der Houston Astros. Der Astrodome war demnach kein reines American-Football-Stadion und mit einer Kapazität von 50.000 Plätzen im Vergleich zu anderen Stadien auch recht klein. Bereits 1987 drohte Adams der Stadt Houston einen Umzug der Oilers nach Jacksonville an, sollte der Astrodome nicht umgebaut werden. Die Stadt fügte sich, ließ sich zu weiteren 10.000 Plätzen und 65 „Luxury Boxes“ überreden und sicherte somit den Verbleib der Oilers für weitere zehn Jahre. Nach Ablauf dieser Frist und keiner weiteren Einigung wurde Bud Adams auf ein Angebot aus Nashville aufmerksam. Dort war der Bau einer neuen Arena geplant (das Adelphia Coliseum, heutige Nissan Stadium). Zunächst versuchte die Stadt erfolglos die New Jersey Devils aus der National Hockey League (NHL) nach Nashville zu locken, bevor Bud Adams seine Oilers anbot.
Die Nachricht des Umzugs der Oilers wurde in Houston mit Entsetzen aufgenommen. Die letzte Saison im Astrodome im Jahr 1996 wurde für die Oilers zu einem Desaster. Die Zuschauer verweigerten dem Team die Unterstützung und Radiostationen stellten die Übertragungen und Berichte ein. Am 15. Dezember 1996 machten die Oilers ihr letztes Spiel in Houston und verloren 13:21 gegen die Cincinnati Bengals.
Ab 1997 spielten die Tennessee Oilers übergangsweise im Liberty Bowl Memorial Stadium in Memphis, da das geplante Stadion noch zwei Jahre bis zur Fertigstellung brauchte. Diese Entscheidung war erneut äußerst kontrovers, da Memphis selbst gerne ein NFL-Team gehabt hätte und nun die Oilers nur zeitweise beherbergen sollte. Die Menschen in Memphis zeigten somit wenig Interesse an den Oilers. Für die Fans aus Nashville hingegen war die weite Anreise ein Problem. So kam es, dass die Oilers eine Saison vor der kleinsten Zuschauerzahl seit 1950 spielen mussten. Aufgrund des geringen Zuschauerzuspruchs entschied sich Bud Adams die Heimstätte für die Saison 1998 doch nach Nashville zu verlegen, wo die Oilers das kleinere Vanderbilt Stadium mit heimischen Anhängern füllen konnten. In beiden Übergangsspielzeiten verpassten die „Tennessee Oilers“ die Play-offs.
Um den Neuanfang in Nashville zu symbolisieren, entschied Bud Adams eine Änderung des Teamnamens, sowie der Trikotfarben. Am 14. November 1998 wurde der neue Name Tennessee Titans, sowie das neue Logo vorgestellt.

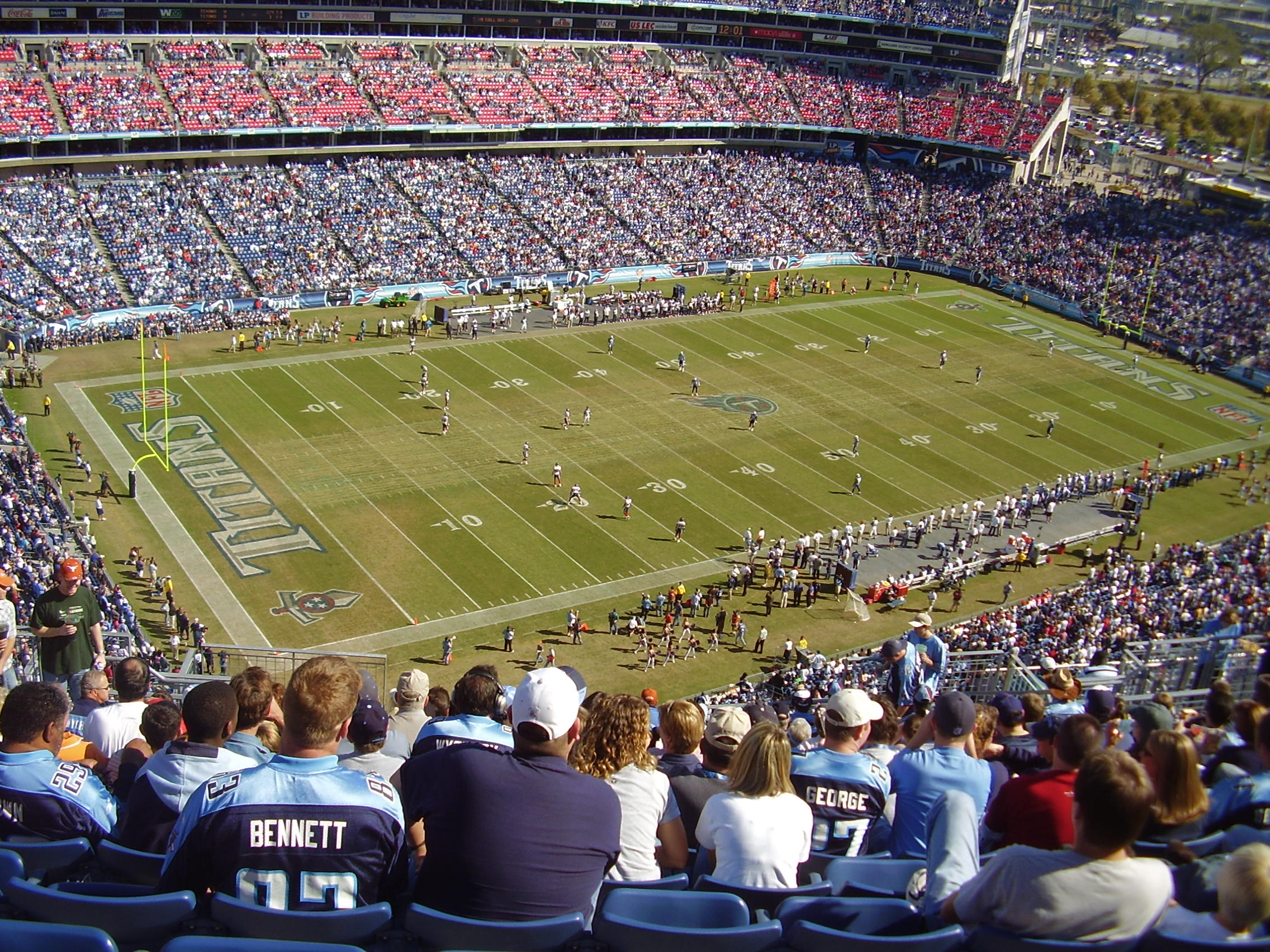
Blick ins LP Field.

Die erste Saison in der neuen Heimat sollte zur erfolgreichsten und dramatischsten der bisherigen Vereinsgeschichte werden: Die Titans beendeten die Saison mit einer herausragenden Bilanz von 13-3, qualifizierten sich dennoch hinter den Jacksonville Jaguars (14-2) nur über die Wild Card für die Play-offs.
Im AFC-Wild-Card-Spiel zuhause im Adelphia Coliseum gegen die Buffalo Bills kam es im letzten Spielzug zum sogenannten Music City Miracle. Mit nur 16 Sekunden Restspielzeit und einem 15:16 Punkte-Rückstand übergab Lorenzo Neal den gefangenen Kickoff an Titans Tight End Frank Wycheck, welcher den Ball nahezu parallel über das Spielfeld zu Kevin Dyson warf. Dyson gelang es anschließend, 75 Yards zurückzulegen und den spielentscheidenden Touchdown zu erzielen. Dieser Spielzug zählt zu den spektakulärsten und umstrittensten der NFL-Geschichte. Noch heute streiten Experten über die Tatsache, ob Wychecks Pass wirklich nach hinten geworfen wurde oder doch eine gerade Linie nahm. Bei einem Kickoff-Return sind ausschließlich Pässe nach hinten erlaubt.
Die zweite Play-off-Runde (AFC Divisional) gewannen die Titans gegen die Indianapolis Colts mit ihrem Quarterback Peyton Manning 19:16. Eddie George lief dabei einen Teamrekord mit 162 Yards.
Das AFC Championship Game sollte die Titans nach Florida führen, zu den Jacksonville Jaguars, welche die Saison mit einer Bilanz von 14-2 abschlossen. Doch beide Niederlagen gab es in den Spielen gegen die Titans. Und auch in diesem Aufeinandertreffen hatten die Mannen aus Music City USA die Nase klar mit 33:14 vorne und zogen zum ersten Mal in ihrer Vereinsgeschichte in den Super Bowl ein.

#### Super Bowl XXXIV

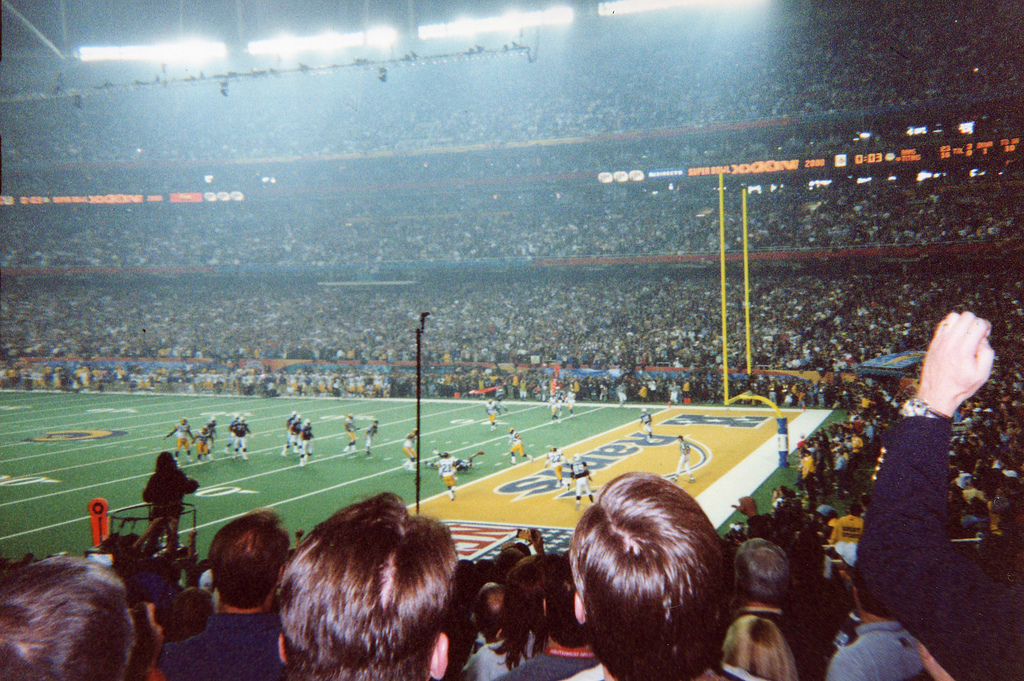
Der finale Spielzug des Super Bowl XXXIV, Dyson auf dem Boden liegend und den Ball in Richtung Endzone streckend

Im Super Bowl XXXIV am 30. Januar 2000 trafen die Titans im Georgia Dome in Atlanta auf die St. Louis Rams. Bis zur Halbzeit war das Spiel relativ ausgeglichen, lediglich Rams Kicker Jeff Wilkins brachte sein Team mit drei Field Goals mit 9:0 in Führung. In der zweiten Hälfte gingen die Rams mit dem ersten Touchdown des Spiels durch Torry Holt mit 16:0 in Front, ehe die Titans eine große Aufholjagd starteten. Zwei Touchdowns durch Eddie George und ein Field Goal von Al Del Greco brachten den zwischenzeitlichen Ausgleich von 16:16. Doch ein anschließender 73-Yard-Touchdown-Pass von Rams-Quarterback Kurt Warner brachte das 23:16 und den erneuten Rückstand.
Es folgte der letzte Angriff der Titans bei einer Restspielzeit von 1:48 min. Titans-Quarterback Steve McNair brachte erfolgreiche Pässe an Derrick Mason, Frank Wycheck und Kevin Dyson an. Zwei weitere Strafen für die Rams brachten die Titans schließlich bei sechs Sekunden Restspielzeit an die 10-Yard-Linie vor der gegnerischen Endzone. Nach Nutzung der letzten Auszeit blieb den Titans demnach nur noch ein letzter Spielzug, welcher höchst dramatisch in die Geschichte der NFL eingehen sollte.
Die Defense der Rams konzentrierte sich auf die Deckung von Frank Wycheck, wodurch Steve McNair den freistehenden Kevin Dyson mit seinem Pass fand. Dyson fing etwa fünf Yards vor der Endzone den Ball. Verteidiger Mike Jones gelang das Tackle, indem er Dysons Beine umklammerte und ihn zu Fall brachte. Dyson jedoch lag nun auf Jones, berührte den Boden noch nicht und versuchte, mit ausgestrecktem Arm den Ball in die Endzone zu bringen. Doch es reichte nicht, die St. Louis Rams gewannen den Super Bowl.

### Die 2000er Jahre

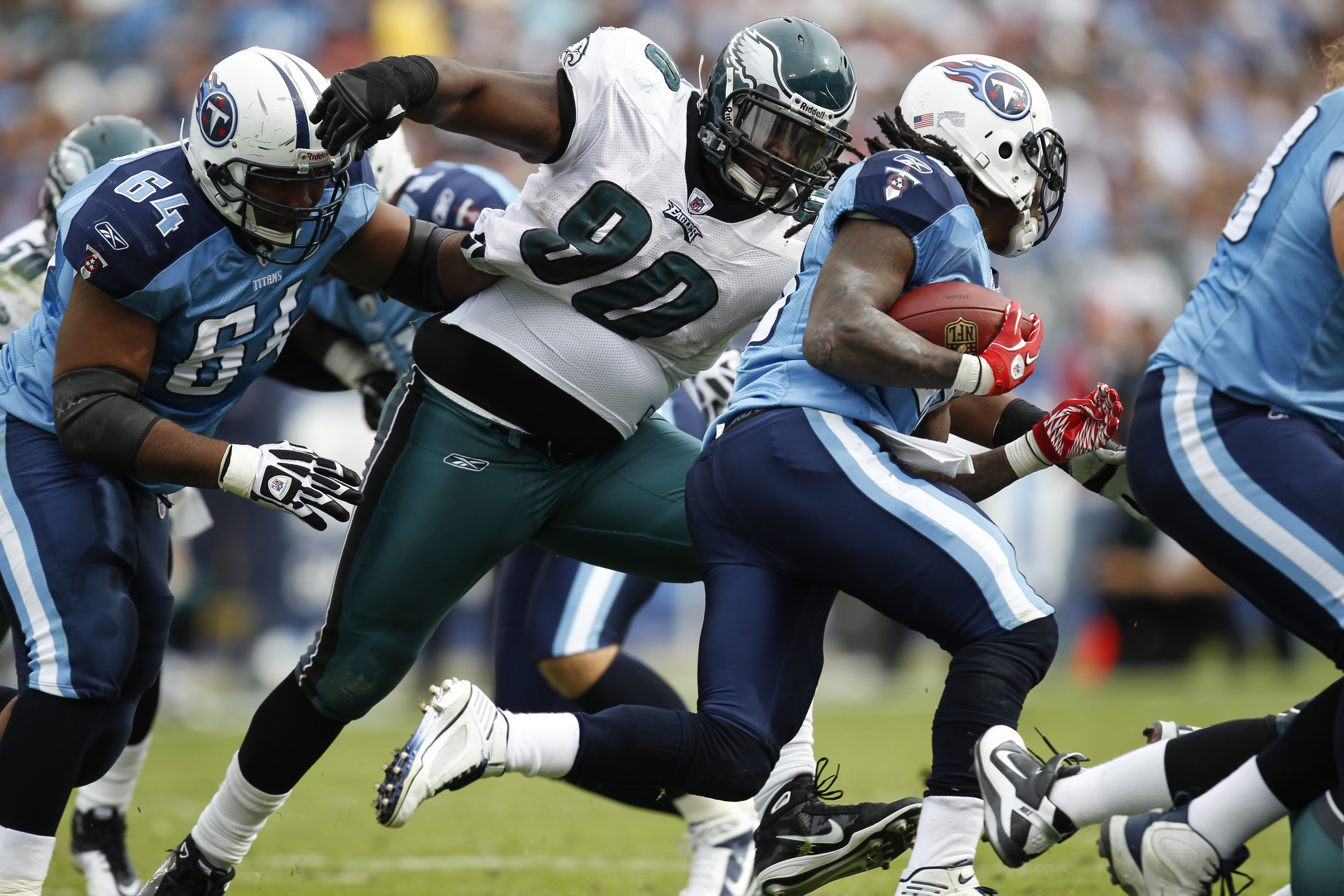
Chris Johnson im Spiel gegen die Eagles

Im Jahr 2000 zogen die Titans mit einer 13-3-Bilanz in die Play-offs ein, scheiterten aber am späteren Super-Bowl-Sieger Baltimore Ravens. 2002 wurden die Pittsburgh Steelers in der ersten Play-off-Runde bezwungen, gegen die Oakland Raiders verloren die Titans dann im AFC Championship Game. Im Jahr 2003 gewann Steve McNair den NFL Most Valuable Player Award (zusammen mit Peyton Manning). Bevor er jedoch in den Play-offs mit seinem Team am späteren Super-Bowl-Sieger New England Patriots scheiterte, gewannen McNair und die Titans das AFC Wild Card Play-off-Spiel bei den Baltimore Ravens mit 20:17.
In den Jahren 2004 und 2005 erreichten die Titans insgesamt lediglich neun Saisonsiege bei 23 Niederlagen. Viele Stars waren über längere Zeit verletzt, so dass ein großer Schnitt gewagt wurde. Spieler wie Eddie George und Derrick Mason verließen den Verein. Auch Steve McNair wurde nach Baltimore getauscht. Zum Team stießen junge Spieler wie der Cornerback Adam Jones, Offensive Tackle Michael Roos und im April 2006 auch Quarterback Vince Young. Doch zunächst sollte Kerry Collins die Rolle des Starting Quarterbacks übernehmen.

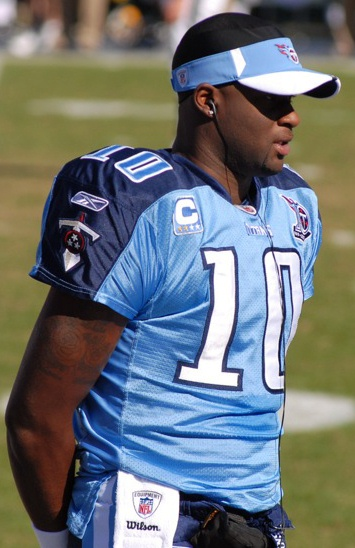
Vince Young im Jahr 2008

Nach fünf Niederlagen in Folge (meist unter Veteran Kerry Collins) führte Vince Young die Titans noch zu einer 8-8-Bilanz (darunter sechs Siege in Folge). Young wurde in diesem Jahr zum NFL Rookie of the Year gewählt. In der darauffolgenden Saison konnte Young das Team sogar wieder in die Play-offs führen, jedoch war direkt im ersten Spiel, gegen die San Diego Chargers, Endstation.
Von Verletzungen geplagt musste Vince Young immer wieder mehrere Spiele aussetzen und sein Ersatzmann Kerry Collins einspringen. Coach Jeff Fisher setzte 2008 wieder auf den Veteranen als Starter. In der NFL Draft 2008 wählten Titans Runningback Chris Johnson an 24. Stelle in der ersten Runde aus. Das Team legte eine gute Saison mit einer Bilanz von 13-3 Siegen hin. Jedoch war bereits wieder in der ersten Play-off-Runde Schluss. Drei Red-Zone-Ballverluste und zwölf Strafen brachten die Titans gegen die Baltimore Ravens auf die Verliererstraße.
Nach einem enttäuschenden Start mit einer 0:6-Bilanz in die Saison 2009 wuchs der Druck auf Coach Jeff Fisher und dessen Entscheidung pro Collins. Wohl auf Anweisung von Klubbesitzer Bud Adams bestimmte Fisher wieder Vince Young zum Starter, welcher mit seinem Team anschließend acht seiner zehn Spiele gewann, darunter fünf Siege in Folge nach dem Quarterbackwechsel. Gegen die Arizona Cardinals gelang es Young, in 2:30 min 99 Yards zum Sieg beizusteuern. Er warf Pässe für 94 Yards und lief fünf Yards, den entscheidenden Touchdown-Pass fing Rookie Kenny Britt, als die letzten Sekunden des Spiels abliefen.
Nach 134 gelaufenen Yards im letzten Spiel der Saison gelang es Runningback Chris Johnson als sechstem Spieler der NFL-Geschichte, mehr als 2.000 Yards in einer Saison zu erlaufen.

### Die 2010er Jahre
In der Saison 2010 starteten Vince Young und die Titans mit einer 5-5-Bilanz, ehe sich der Quarterback während des Spiels gegen die Washington Redskins erneut verletzte. Der Spieler selbst wollte nach einer Behandlung wieder zurück aufs Feld, jedoch verweigerte ihm Jeff Fisher die Rückkehr. Wütend warf er seine Schulterpads und sein Trikot in die Zuschauerränge, ehe Young das Spielfeld verließ. Nach einer weiteren Auseinandersetzung in der Umkleidekabine entschloss sich Fisher, Rookie Rusty Smith zu seinem neuen Quarterback zu machen. Die Verletzung von Young war bei dieser Entscheidung eher zweitrangig. Außer einem Spiel verloren die Titans mit Smith und später wieder mit Kerry Collins als Starter alle restlichen Spiele der Saison.
Nach der Saison entschieden sich Besitzer Bud Adams und Jeff Fisher, nicht mehr weiter auf Vince Young zu setzen.
Die Titans-Ära von Vince Young endete somit mit einer 30:17-Bilanz (63,8 %) nach fünf Jahren. In dieser Zeitspanne verpasste er 33 Spiele, von denen die Titans 15 gewannen (45,5 %).
Coach Jeff Fishers Zukunft bei den Titans sollte nach der Entscheidung gegen Young gesichert sein, doch überraschend kündigte Fisher Ende Januar 2011 seinen Abschied an. Nach 16 Jahren als Headcoach der Oilers/Titans übernahm Mike Munchak das Amt des Cheftrainers bei den Titans.
In den ersten fünf Spielen der Saison 2012 wurden von den Titans jedes Mal 30 Punkte oder mehr zugelassen. Nur die Chicago Cardinals 1954 waren in der NFL-Geschichte genauso erfolglos.
Die Saison 2017 beendeten die Titans mit einer 9-7-Bilanz. Damit qualifizierten sie sich für das Wildcard-Spiel gegen die Kansas City Chiefs, welches sie trotz zwischenzeitlichem Rückstand von 18 Punkten mit 22:21 gewannen. Das war der erste Sieg in den Play-offs seit 2003. Das anschließende Spiel gegen die New England Patriots verloren die Titans mit 14:35 deutlich.
Die Saison 2018 beendeten die Titans unter dem neuen Head Coach Mike Vrabel mit einer 9-7-Bilanz. Die Play-offs wurden verpasst.
Die Saison 2019 beendeten die Titans zum dritten Mal hintereinander mit einer 9-7-Bilanz. Runningback Derrick Henry erlief in der Regular Season 1540 Yards, mehr als jeder andere Spieler. Ein weiterer wichtiger Bestandteil der Offense war Quarterback Ryan Tannehill. Tannehill war vor der Saison als Ersatz für Marcus Mariota, der seit 2015 als Spielmacher für die Titans aktiv war, verpflichtet worden und hatte die Position als Starting Quarterback ab der 6. Spielwoche der Saison übernommen. Er war einer der besten Quarterbacks der Spielzeit und erzielte das beste Quarterback Rating.
Die Titans qualifizierten sich als zweitbestes Team, das seine Division nicht gewinnen konnte, für das Wildcard-Spiel gegen die New England Patriots, den Titelverteidiger, gegen den sie sich auswärts mit 20:13 durchsetzten. In der Divisional Round traf Tennessee auf die Baltimore Ravens. Das Spiel wurde mit 28:12 gewonnen und erbrachte die Teilnahme am AFC Championship Game gegen die Kansas City Chiefs, das sie mit 24:35 verloren.

### Die 2020er Jahre

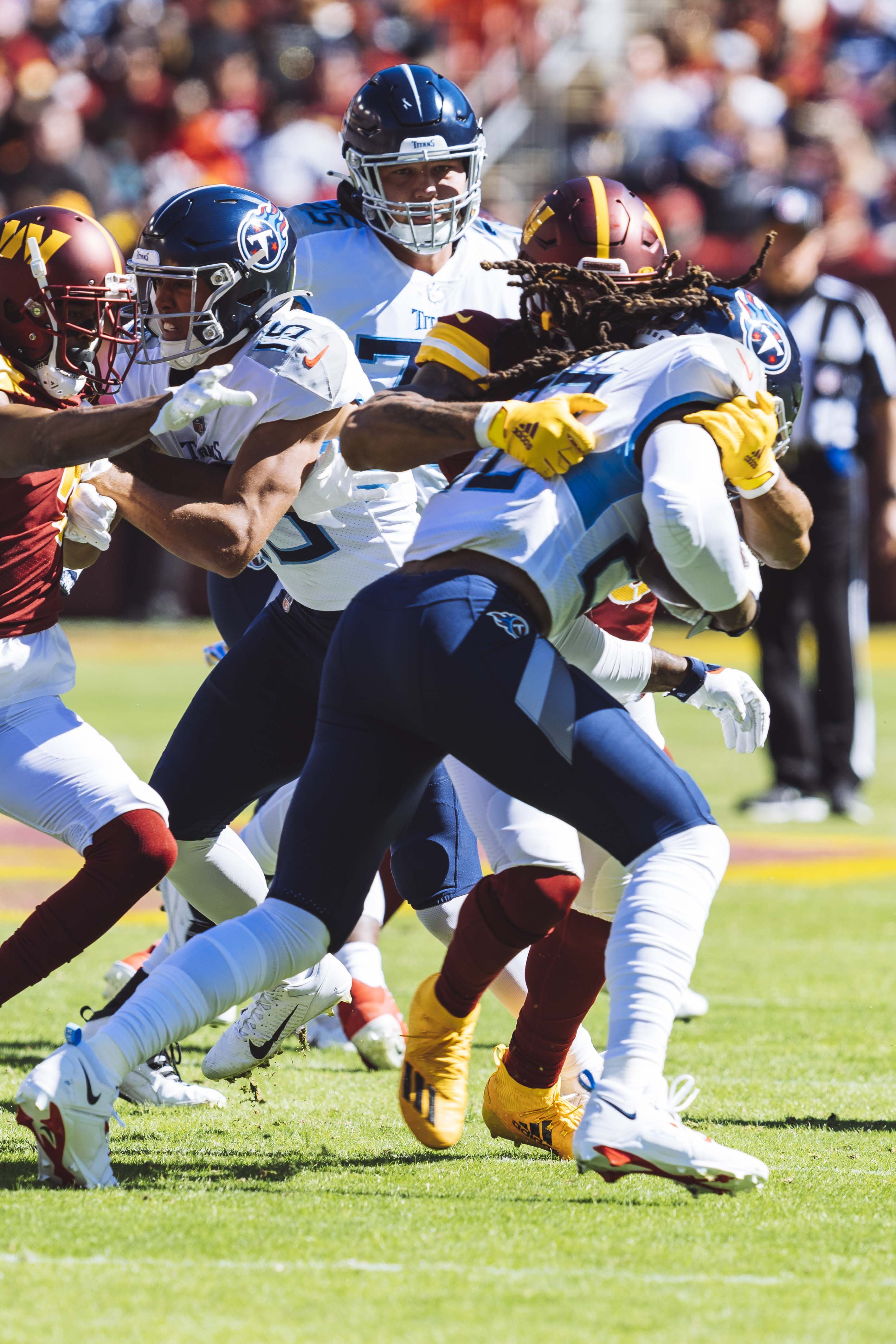
Derrick Henry im Spiel gegen die Washington Commanders 2022

Die Saison 2020 beendeten die Titans mit einer 11-5-Bilanz. Runningback Derrick Henry erlief in der Regular Season 2.027 Yards, mehr als jeder andere Spieler und als achter Spieler erreichte er mehr als 2.000 Yards. Als Divisionssieger der AFC South scheiterten sie aber in der Divisional Round an den Baltimore Ravens.
Die Saison 2021 beendeten die Titans mit einer 12-5-Bilanz, damit sind sie Divisionssieger der AFC South sowie das für die Playoffs bestplatzierte Team („top seed“) der AFC. Runningback Derrick Henry fiel verletzungsbedingt ein Großteil der Saison aus. In der Divisional Round verloren die Titans gegen die Cincinnati Bengals mit 16:19.
Die Saison 2022 beendeten die Titans mit einer 7-10-Bilanz und verpassten den Einzug in die Playoffs knapp. Die letzten 7 Saisonspiele verloren sie. Mit einem Sieg im letzten Spiel gegen die Jaguars hätten sie noch ihre Division gewonnen.
In der Saison 2023 verpassten sie erneut die Playoffs. Sie beendeten die Saison mit einer 6-11-Bilanz und wurden vierter in der Division. Das letzte Saisonspiel wurde gegen die Jaguars gewonnen, sodass diese die Playoffs ebenfalls verpassten. Dies war auch das Abschiedsspiel für Derrick Henry, der das Franchise als Free Agent verlassen wird. In den acht Spielzeiten erlief er für die Titans 9.502 Yards und 90 Touchdowns. Auf der Quarterback-Position wurde Ryan Tannehill in der Saisonmitte gegen Will Levis verletzungsbedingt ersetzt. Als auch Levis verletzungsbedingt ausfiel, wurde Tannehill wieder Starter. Am 9. Januar 2024 wurde der Head Coach Mike Vrabel entlassen. Am 24. Januar 2024 wurde mit Brian Callahan ein neuer Head Coach ernannt.
Unter dem neuen Head Coach wurden in der Saison 2024 die Playoffs verpasst. Die Bilanz von 3:14 reichte zum letzten Platz in der Division und berechtigt sie beim Draft den ersten Pick vorzunehmen.

## Mitglieder in der Pro Football Hall of Fame
| Trikotnummer | Name               | Position | Für Houston/ Tennessee Aktiv | Jahr der Aufnahme |
| ------------ | ------------------ | -------- | ---------------------------- | ----------------- |
| –            | Sammy Baugh        | Trainer  | 1964                         | 1963              |
| 65           | Elvin Bethea       | DE       | 1968–83                      | 2003              |
| 16           | George Blanda      | QB, K    | 1960–66                      | 1981              |
| 52           | Robert Brazile     | LB       | 1975–1984                    | 2018              |
| 34           | Earl Campbell      | RB       | 1978–84                      | 1991              |
| 87           | Dave Casper        | TE       | 1980–83                      | 2002              |
| 78           | Curley Culp        | DT       | 1974–80                      | 2013              |
| –            | Sid Gillman        | Trainer  | 1973–74                      | 1983              |
| 29           | Ken Houston        | S        | 1967–72                      | 1986              |
| 35           | John Henry Johnson | FB       | 1966                         | 1987              |
| 18           | Charles Joiner     | WR       | 1969–72                      | 1996              |
| 74           | Bruce Matthews     | OL       | 1983–2001                    | 2007              |
| 68           | Kevin Mawae        | C        | 2006–2009                    | 2019              |
| 1            | Warren Moon        | QB       | 1984–93                      | 2006              |
| 84           | Randy Moss         | WR       | 2010                         | 2018              |
| 63           | Mike Munchak       | G        | 1982–93                      | 2001              |
| 12           | Ken Stabler        | QB       | 1980–1981                    | 2016              |
| 73           | Steve Hutchinson   | G        | 2012                         | 2021 1            |
| 81           | Andre Johnson      | WR       | 2015                         | 2024              |

## Gesperrte Rückennummern
| Retired Numbers der Tennessee Titans |                |          |           |               |
| Nr.                                  | Spieler        | Position | Zeitraum  | Zurückgezogen |
| 1                                    | Warren Moon    | QB       | 1984–1993 | 2006          |
| 9                                    | Steve McNair   | QB       | 1995–2007 | 2019          |
| 27                                   | Eddie George   | RB       | 1996–2004 | 2019          |
| 34                                   | Earl Campbell  | RB       | 1978–1984 | 1987          |
| 43                                   | Jim Norton     | S, P     | 1960–1968 | 1968          |
| 63                                   | Mike Munchak   | G        | 1982–1993 | 1994          |
| 65                                   | Elvin Bethea   | DE       | 1968–1983 | 1983          |
| 74                                   | Bruce Matthews | OL       | 1983–2001 | 2002          |

## Titans Ring of Honor
1999 rief der Besitzer der Titans Bud Adams, nach der 40. Saison des Franchises, die Titans/Oilers Hall of Fame ins Leben, um frühere Spieler und Führungskräfte zu ehren. In den 2010er Jahren wurde sie dann in Titans Ring of Honor umbenannt. Das jüngste Mitglied im Ring of Honor ist der ehemalige Kick -, und Punt Returner Billy Johnson der 2023 aufgenommen wurde.
| Houston / Tennessee Oilers / Titans Ring of Honor |                         |            |              |
| Spieler                                           | Position                | Spieljahre | Aufnahmejahr |
| Elvin Bethea                                      | Defensive End           | 1968–1983  | 1999         |
| George Blanda                                     | Quarterback/Kicker      | 1960–1966  | 1999         |
| Earl Campbell                                     | Running Back            | 1978–1984  | 1999         |
| Mike Holovak                                      | General Manager         | 1989–1993  | 1999         |
| Ken Houston                                       | Safety                  | 1967–1972  | 1999         |
| Mike Munchak                                      | Guard                   | 1982–1993  | 1999         |
| Jim Norton                                        | Punter                  | 1960–1968  | 1999         |
| Bruce Matthews                                    | Offensive Line          | 1983–2002  | 2002         |
| Warren Moon                                       | Quarterback             | 1984–1993  | 2006         |
| Bud Adams                                         | Gründer und Besitzer    | 1959–2013  | 2008         |
| Eddie George                                      | Running Back            | 1996–2003  | 2008         |
| Steve McNair                                      | Quarterback             | 1995–2005  | 2008         |
| Frank Wycheck                                     | Tight End               | 1995–2003  | 2008         |
| Robert Brazile                                    | Linebacker              | 1975–1984  | 2018         |
| Bum Phillips                                      | Head Coach              | 1975–1980  | 2021         |
| Jeff Fisher                                       | Head Coach              | 1994–2010  | 2021         |
| Floyd Reese                                       | Trainer General Manager | 1986–2006  | 2021         |
| Billy Johnson                                     | Kick-, Punt Returner    | 1974–1980  | 2023         |

## Aktueller Kader
| Abkürzungen der Spieler-Positionen im American Football | Abkürzungen der Spieler-Positionen im American Football |
| ------------------------------------------------------- | --- |
| Offense                                                 | QB – Quarterback \| RB – Runningback \| FB – Fullback \| TE – Tight End \| E/WR – Wide Receiver \| T – Tackle \| G – Guard \| C – Center |
| Defense                                                 | DT – Defensive Tackle \| DE – Defensive End \| NT – Nose Tackle \| LB – Linebacker \| ILB – Inside Linebacker \| MLB – Middle Linebacker \| OLB – Outside Linebacker \| CB – Cornerback \| NB – Nickelback \| FS – Free Safety \| SS – Strong Safety |
| Special Teams                                           | K – Kicker \| P – Punter \| KS – Kicking Specialist \| KOS – Kickoff Specialist \| LS – Long Snapper \| RS – Return Specialist \| KOR/KR – Kick Returner \| PR – Punt Returner \| PP – Punt Protector                                                |

## Trainer (Head Coaches)

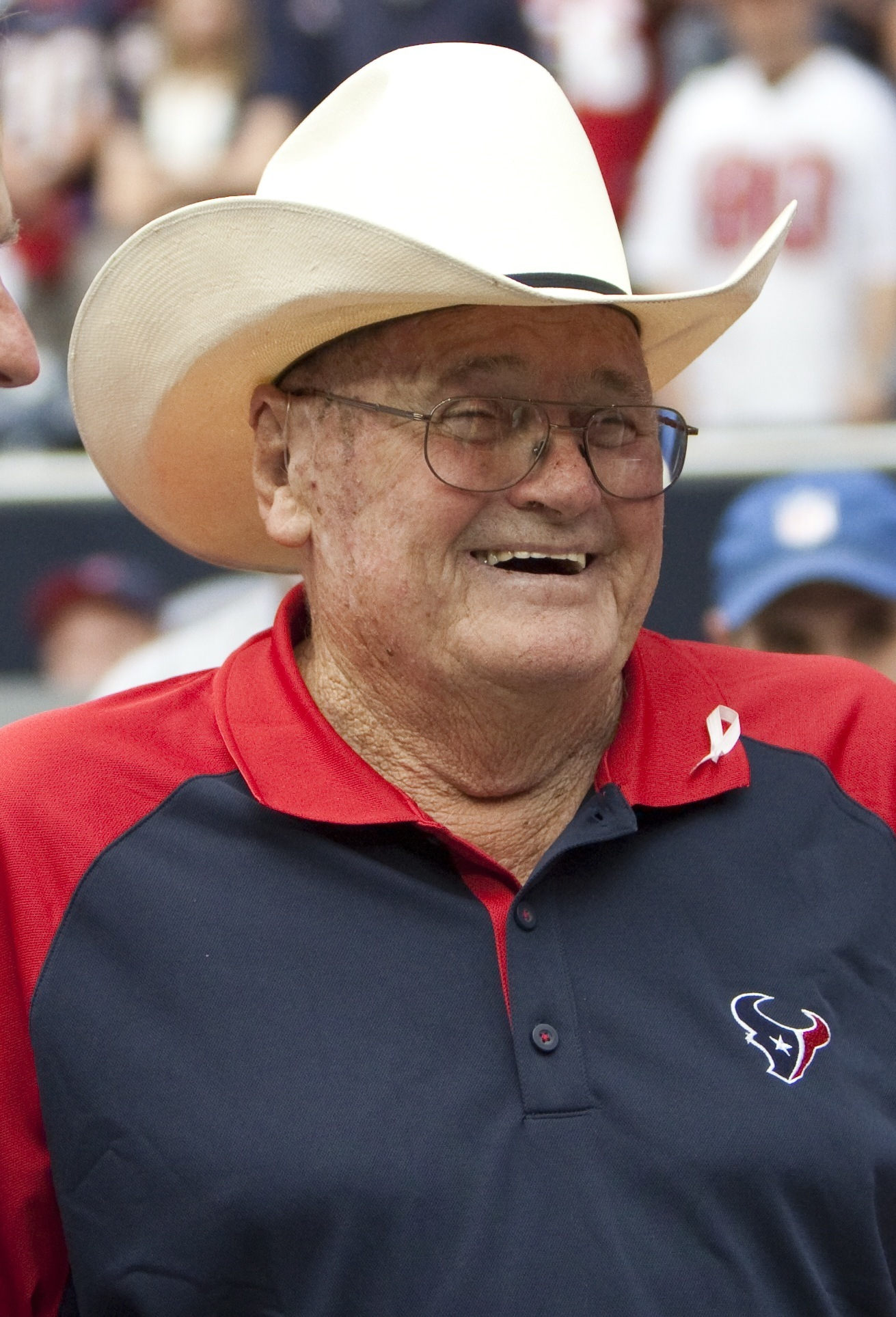
Bum Phillips gewann über 60 % seiner Spiele mit den Oilers (1975 bis 1980).

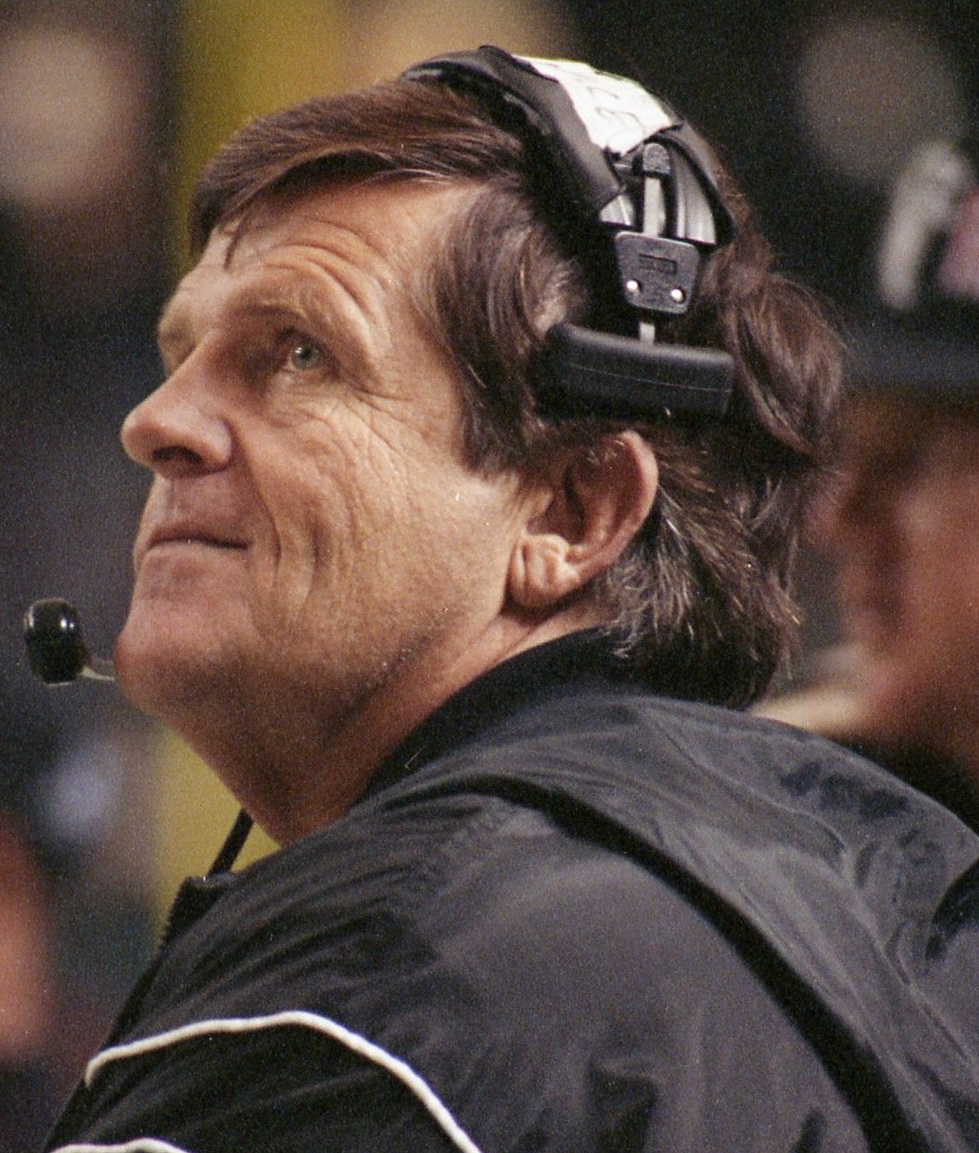
Jerry Glanville war von 1985 bis 1989 Head Coach der Oilers.

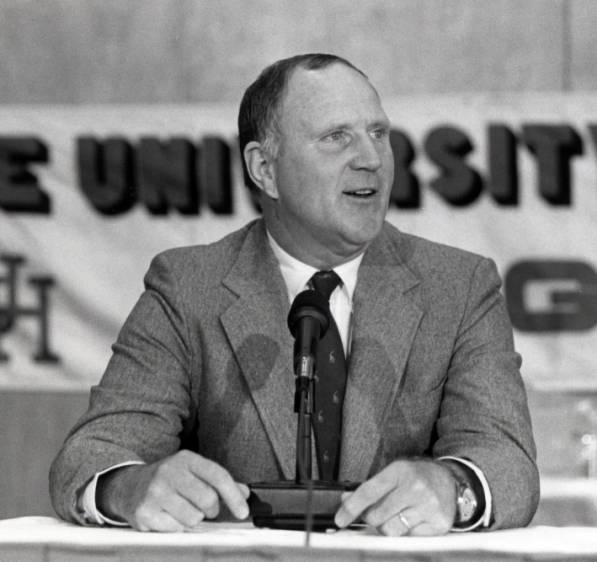
Jack Pardee war von 1990 bis 1994 Head Coach der Oilers.

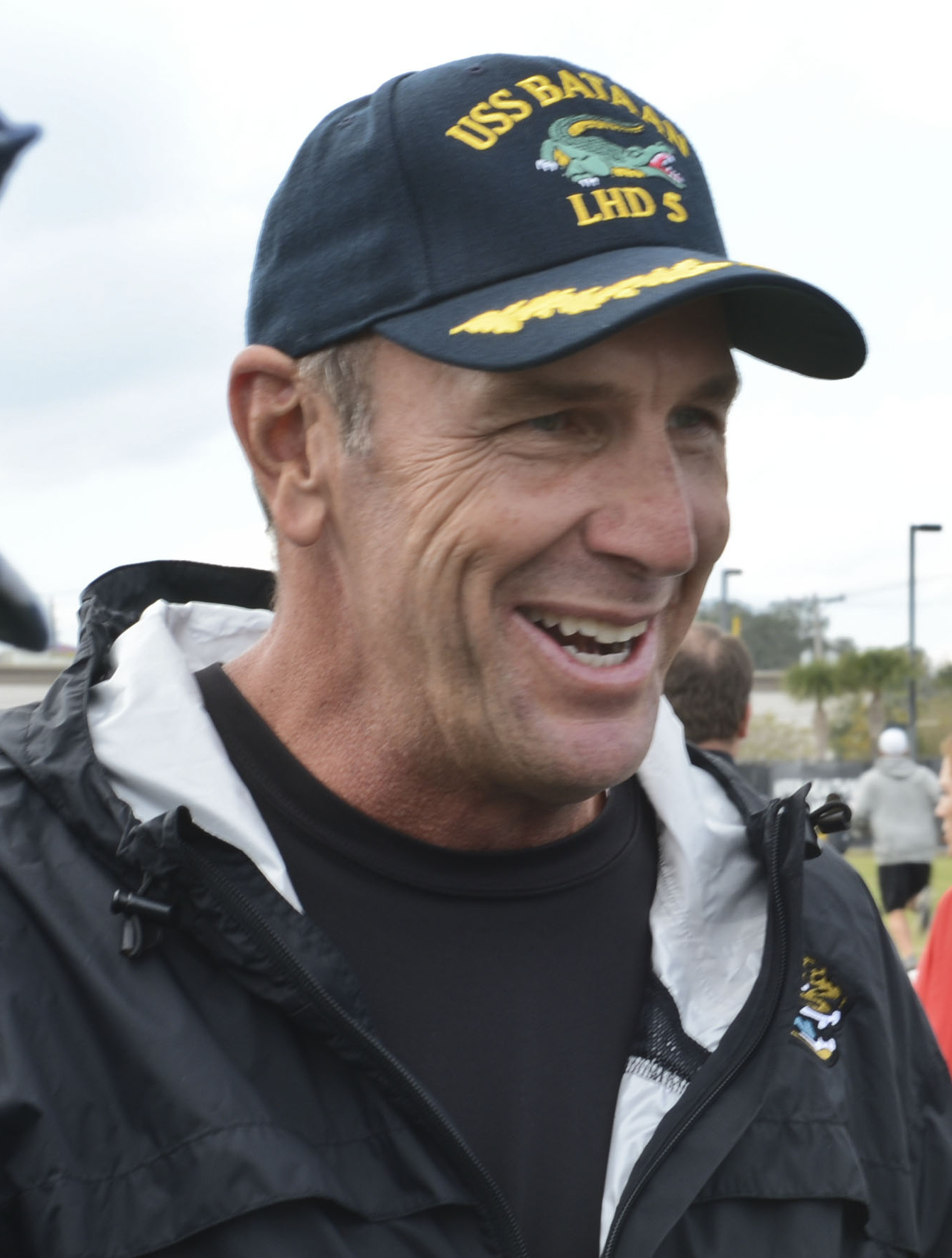
Mike Mularkey war von 2015 bis Anfang 2018 Head Coach der Titans.

| Houston Oilers                    |                 |           |     |     |    |   |       |    |   |   |                                                           |               |
| 1                                 | Lou Rymkus*     | 1960–1971 | 19  | 11  | 7  | 1 | .611  | 1  | 1 | 0 | AFL Championship (1960) UPI AFL Trainer des Jahres (1960) | [ 26 ]        |
| 2                                 | Wally Lemm      | 1961      | 9   | 9   | 0  | 2 | 1.000 | 1  | 1 | 0 | AFL Championship (1961) UPI AFL Trainer des Jahres (1961) | [ 27 ]        |
| 3                                 | Pop Ivy         | 1962–1963 | 28  | 17  | 11 | 0 | .607  | 1  | 0 | 1 |                                                           | [ 28 ]        |
| 4                                 | Sammy Baugh     | 1964      | 14  | 4   | 10 | 0 | .286  | –  | – | – |                                                           | [ 29 ]        |
| 5                                 | Hugh Taylor*    | 1965      | 14  | 4   | 10 | 0 | .286  | –  | – | – |                                                           | [ 30 ]        |
| –                                 | Wally Lemm      | 1966–1970 | 70  | 28  | 38 | 4 | .428  | 2  | 0 | 2 |                                                           | [ 27 ]        |
| 6                                 | Ed Hughes*      | 1971      | 14  | 4   | 9  | 1 | .308  | –  | – | – |                                                           | [ 31 ]        |
| 7                                 | Bill Peterson*  | 1972–1973 | 19  | 1   | 18 | 0 | .053  | –  | – | – |                                                           | [ 32 ]        |
| 8                                 | Sid Gillman     | 1973–1974 | 23  | 8   | 15 | 0 | .348  | –  | – | – | UPI AFL Trainer des Jahres (1974)                         | [ 33 ]        |
| 9                                 | Bum Phillips    | 1975–1980 | 90  | 55  | 35 | 0 | .611  | 7  | 4 | 3 |                                                           | [ 34 ]        |
| 10                                | Ed Biles*       | 1981–1983 | 31  | 8   | 23 | 0 | .258  | –  | – | – |                                                           | [ 35 ]        |
| 11                                | Chuck Studley*  | 1983      | 10  | 8   | 8  | 0 | .200  | –  | – | – |                                                           | [ 36 ]        |
| 12                                | Hugh Campbell*  | 1984–1985 | 30  | 8   | 22 | 0 | .267  | –  | – | – |                                                           | [ 37 ]        |
| 13                                | Jerry Glanville | 1985–1989 | 65  | 33  | 32 | 0 | .508  | 5  | 2 | 3 |                                                           | [ 38 ]        |
| 14                                | Jack Pardee     | 1990–1994 | 74  | 43  | 31 | 0 | .581  | 5  | 1 | 4 |                                                           | [ 39 ]        |
| 15                                | Jeff Fisher     | 1994–1996 | 38  | 16  | 22 | 0 | .368  | –  | – | – |                                                           | [ 40 ]        |
| Tennessee Oilers/Tennessee Titans |                 |           |     |     |    |   |       |    |   |   |                                                           |               |
| –                                 | Jeff Fisher     | 1997–2010 | 224 | 126 | 98 | 0 | .563  | 11 | 5 | 6 |                                                           | [ 40 ]        |
| 16                                | Mike Munchak*   | 2011–2013 | 48  | 22  | 26 | 0 | .458  | –  | – | – |                                                           | [ 41 ]        |
| 17                                | Ken Whisenhunt  | 2014–2015 | 23  | 3   | 20 | 0 | .130  | –  | – | – |                                                           | [ 42 ]        |
| 18                                | Mike Mularkey   | 2015–2018 | 41  | 20  | 21 | 0 | .488  | 2  | 1 | 1 |                                                           | [ 43 ]        |
| 19                                | Mike Vrabel*    | 2018–2024 | 99  | 54  | 45 | 0 | .545  | 5  | 2 | 3 | NFL Coach of the Year Award (2021)                        | [ 44 ] [ 45 ] |
| 20                                | Brian Callahan* | 2024–     | 17  | 3   | 14 | 0 | .176  | 0  | 0 | 0 |                                                           | [ 46 ] [ 47 ] |

| #         | Reihenfolge der Trainer                                   |
| Spiele    | Spiele als Trainer                                        |
| S         | Siege                                                     |
| N         | Niederlagen                                               |
| UE        | Unentschieden                                             |
| Gewonnen% | Siegquote                                                 |
| *         | Ausschließlich bei den Oilers/Titans als Head Coach aktiv |

## Bilanzen und Rekorde
Tennessee Titans/Zahlen und Rekorde stellt wichtige Rekorde bei den Titans, die Saisonbilanzen und die Erstrunden Draft-Picks seit 1960 dar.